# Сіко Мансголт
Сіко Мансголт (Sicco Mansholt; 13 вересня 1908 — 30 червня 1995) — був президентом Європейської Комісії в 1972 році; «батько» Спільної сільськогосподарської політики (ССП). 

## Біографія
Народився в нідерландській провінції Гронінген, син фермера та сам фермер на початку кар’єри. Після Другої світової війни протягом 13 років був міністром сільського господарства Нідерландів. З 1958 по 1972 рр. – перший уповноважений Європейської Комісії з питань сільського господарства. Відіграв визначну роль у формуванні ССП; йому ж належить і перша (невдала) спроба реформувати її з метою скорочення витрат (так званий «план Мансголта»). 1972 року протягом семи місяців обіймав посаду президента Єврокомісії.

## Погляди
Сіко Мансголт був членом нідерландської Партії праці, з 1968 року все більше перебував під впливом радикальних лівих ідей. Він відкрито виступав за розрив з капіталізмом, любив цитувати Герберта Маркузе, і стверджував, що потрібен «другий Маркс» і «новий» соціалізм. На Мансголта також вплинули праці Римського клубу про руйнівні потенційні наслідки тривалого економічного зростання, і він виступав за політику, яка згодом отримала назву антизростання (англ. degrowth). Він закликав до скоординованих дій для боротьби з дефіцитом ресурсів, обмеження влади транснаціональних корпорацій і боротьби із забрудненням навколишнього середовища; відхід від економічної політики, заснованої на зростанні ВВП у багатих країнах; і перерозподіл ресурсів на користь Глобального Півдня.